# V974 Геркулеса
V974 Геркулеса (лат. V974 Herculis), HD 164447 — двойная звезда в созвездии Геркулеса на расстоянии приблизительно 1322 световых лет (около 405 парсек) от Солнца. Видимая звёздная величина звезды — от +6,45m до +6,38m.

## Характеристики
Первый компонент — бело-голубая пульсирующая переменная звезда (BE) спектрального класса B7IVne*, или B8Vne, или B8Vn, или B9. Масса — около 5,812 солнечной, радиус — около 6,608 солнечного, светимость — около 539,511 солнечной. Эффективная температура — около 12900 K.
Второй компонент — красный карлик спектрального класса M. Масса — около 447,08 юпитерианской (0,4268 солнечной). Удалён в среднем на 2,689 а.е..